# 元喜龍
元喜龍（韓語：원희룡，1964年2月14日—），大韓民國政治人物，曾任國土交通部部長、濟州特別自治道知事。

## 生平
元喜龍中學就讀濟州第一高等學校，後進入首爾大學法學院，也曾在漢陽大學通信與信息研究生院修讀圖片新聞碩士。
2014年6月4日，元喜龍在大韓民國第六屆廣域地方自治團體長選舉中以172,793票擊敗前道知事慎久範與兩名候選人高承完（韓語：고승완）及朱鐘根（韓語：주종근）當選濟州特別自治道知事。
2021年8月，元喜龍因宣布參選2022年總統選舉，為免阻礙濟州道的政務運作而宣布辭去知事一職，並稱從公職倫理的角度出發，完成與代理知事的交接程序。